# Carl Fredrik Jäderberg
Carl Fredrik Jäderberg, C.F. Jäderberg, född 19 januari 1835 på Åbrons järnbruk i Ockelbo socken, död 13 juni 1911 i Söderhamn, var en svensk industriman.
Jäderberg, som var son till en mjölnare, visade tidigt mekaniska anlag och var först anställd vid Forsbacka bruk och därefter vid Sandvikens bruk. På hösten 1863 flyttade han till Söderhamn och anlade 1864 tillsammans med Per Gustaf Aspenberg (1834–1905) Gjuteri-bolaget Jäderberg & Aspenberg vid Vändningen i nämnda stad, från 1872 firma Jäderberg & C:i. Verkstaden utvecklades snabbt och ombildades 1874 till AB Jäderberg & C:i med Jäderberg som verkställande direktör och grosshandlaren Lorentz Edling och konsul Frithiof Schöning som övriga styrelseledamöter. På våren 1887 lämnade Jäderberg av hälsoskäl verkstaden, sedan han sålt sin andel till ingenjör Henrik Fornander, och antog anställning i Korsnäs bolags tjänst, men återvände i början av  1890-talet till Söderhamn.
Jäderberg var bland annat mångårig ledamot av stadsfullmäktige, ledamot av byggnadsnämnden och kyrkvärd. Från ungdomen varmt religiöst intresserad deltog han i den kristliga verksamheten i Söderhamn bland annat som ledamot i bönhusföreningen.